# Angelika Schafferer
Angelika Schafferer (Rinn, 27 gennaio 1948) è un'ex slittinista austriaca, attiva sia su pista naturale sia pista artificiale.
È prozia delle due sorelle Madeleine e Selina Egle, a loro volta slittiniste di alto livello.

## Biografia
Iniziò a gareggiare per la nazionale austriaca nello slittino su pista naturale, ma nel 1971 è passata a quello su pista artificiale.
Debuttò in Coppa del Mondo nella stagione d'esordio 1977/78, conquistò il primo podio il 5 marzo 1978 nel singolo a Königssee (3ª) e la prima vittoria il 18 febbraio 1979 ad Igls sempre nel singolo. Trionfò in classifica generale nella specialità del singolo per tre stagioni consecutive: nel 1978/79, nel 1979/80 e nel 1980/81.
Prese parte a tre edizioni dei Giochi olimpici invernali, gareggiando in tutte e tre le occasioni nel singolo: a Sapporo 1972 giunse undicesima, ad Innsbruck 1976 si classificò all'ottavo posto ed a Lake Placid 1980 ottenne la settima piazza.
Ai campionati mondiali ottenne una medaglia di bronzo nel singolo ad Imst 1978.
Si ritirò dall'attività agonistica al termine della stagione 1980/81 che la vide nuovamente primeggiare in Coppa del Mondo, salendo sul podio anche nella sua ultima gara a Königssee il 22 febbraio 1981 (2ª).

## Palmarès

### Mondiali
- - 1 bronzo (singolo ad Imst 1978).

### Coppa del Mondo
- Vincitrice della Coppa del Mondo nella specialità del singolo nel 1978/79, nel 1979/80 e nel 1980/81.
- 12 podi (tutti nel singolo):
  - 5 vittorie;
  - 5 secondi posti;
  - 2 terzi posti.

#### Coppa del Mondo - vittorie
| Data             | Luogo      | Paese          | Disciplina |
| ---------------- | ---------- | -------------- | ---------- |
| 18 febbraio 1979 | Igls       | Austria        | Singolo    |
| 4 marzo 1979     | Winterberg | Germania Ovest | Singolo    |
| 7 dicembre 1979  | Igls       | Austria        | Singolo    |
| 9 marzo 1980     | Königssee  | Germania Ovest | Singolo    |
| 18 gennaio 1981  | Valdaora   | Italia         | Singolo    |